# Teplohirsk
Teplohirsk (tiếng Ukraina: Теплогірськ) là một thành phố của Ukraina. Thành phố này thuộc tỉnh Luhansk. Thành phố này có diện tích ? km2, dân số theo điều tra dân số năm 2001 là 13053 người.